# Улен
Улен (фр. Oullins) град је у Француској, у департману Рона.
По подацима из 1999. године број становника у месту је био 25.183.

## Демографија
| 1962.  | 1968.  | 1975.  | 1982.  | 1990.  | 1999.  | 2011.  |
| ------ | ------ | ------ | ------ | ------ | ------ | ------ |
| 24.356 | 26.604 | 27.772 | 27.168 | 26.129 | 25.183 | 25.257 |

## Партнерски градови
- Ниртинген
- Пеша
- Нерха